# جوزيف ليمان سيلسبي
جوزيف ليمان سيلسبي (بالإنجليزية: Joseph Lyman Silsbee) (25 نوفمبر 1848- 31 يناير 1913)؛ مهندس معماري أمريكي مهم خلال القرنين التاسع عشر والعشرين. اشتهر بمهارته في الرسم وتصميم المباني عبرة مجموعة متنوعة من الأساليب. ظهرت أبرز أعماله في سيراكيوز وبافالو وشيكاغو، وكان مؤثرًا كمعلم لجيل من المهندسين المعماريين، وأبرزهم مهندسي مدرسة البراري بما في ذلك المهندس المعماري الشهير فرانك لويد رايت.

## الحياة السابقة
ولد جوزيف ليمان سيلسبي في 25 نوفمبر 1848 في ماساتشوستس بالويلات المتحدة الأمريكية. تخرج من أكاديمية فيليبس إكستر عام 1865، وجامعة هارفارد عام 1869. ثم أصبح طالبًا في المدرسة الأولى للهندسة المعمارية في الولايات المتحدة، معهد ماساتشوستس للتكنولوجيا.

## المسار المهني والوظيفي
بعد تخرجه من جامعة هارفارد ومعهد ماساتشوستس للتكنولوجيا، عمل في تدريب مهني مع المهندسين المعماريين في بوسطن ومنهم ويليام روبرت وير، وهنري فان برنت، وويليام رالف إيمرسون. سافر في جميع أنحاء أوروبا قبل أن ينتقل إلى مدينة سيراكيوز، نيويورك في عام 1874.
في عام 1875 تزوج من آنا بالدوين سيدجويك ابنة المحامي والسياسي المؤثر تشارلز بالدوين سيدجويك. كان لديه ممارسة غزيرة الإنتاج حيث أدار ثلاثة مكاتب في وقت واحد. وهم في مدينة سيراكيوز (1875-1885)، ومدينة بوفالو (سيلسبي ومارلينج، 1882-1887)، ومدينة شيكاغو (سيلسبي وكينت، 1883-1884).
من عام 1883 إلى 1885 كان مكتبه في سيراكيوز شراكة مع المهندس المعماري إليس جي هول. كان لمكتب سيلسبي في شيكاغو عدد من المهندسين المعماريين الذين أصبحوا معروفين فيما بعد، بما في ذلك:
- فرانك لويد رايت [3]
- جورج جرانت المسلي[4]
- جورج دبليو ماهر
- ايرفينغ جيه جيل
- هنري جي فيديلك [5]

كان سيلسبي من أوائل أساتذة الهندسة المعمارية في جامعة سيراكيوز وهي واحدة من أقدم مدارس الهندسة المعمارية في البلاد. كان عضوًا مؤسسًا لفروع شيكاغو وإلينوي في المعهد الأمريكي للمهندسين المعماريين. في عام 1894 حصل على ميدالية بيبودي من قبل معهد فرانكلين لتصميمه لرصيف متحرك. ظهر هذا الاختراع لأول مرة في معرض العالم الكولومبي وشهد استخدامه في معارض العوالم اللاحقة.

## أسلوب العمارة

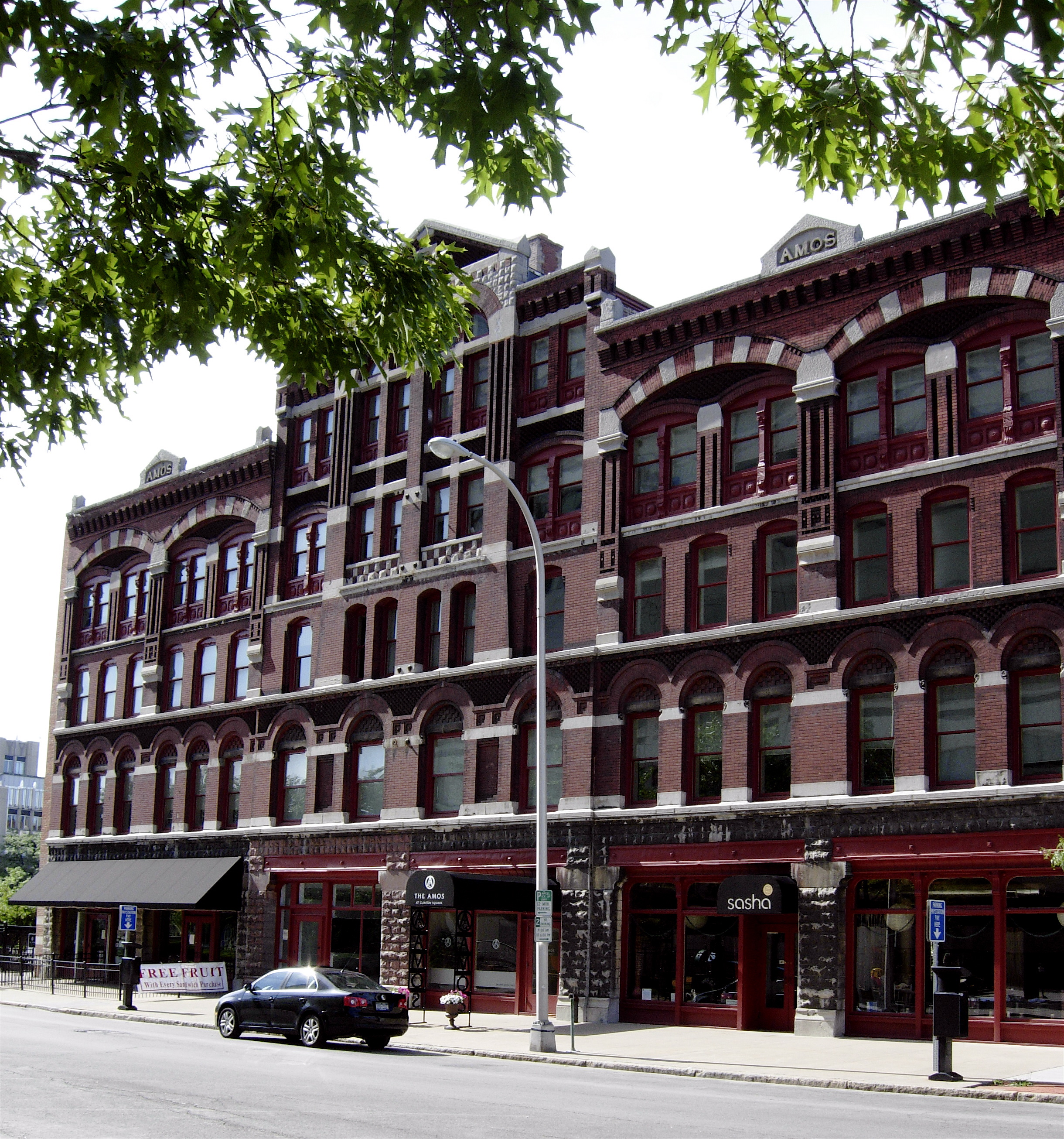
مبنى آموس في وسط مدينة سيراكيوز، نيويورك

من بين أبرز أعماله المعمارية مبنى بنك التوفير سيراكيوز (1876). بُني بجوار قناة إيري في ساحة كلينتون في سيراكيوز، ويشار إليه غالبًا على أنه مثال كتابي للطراز القوطي الفيكتوري العالي.
صمم سيلسبي أيضًا مبنى وايت ميموريال (1876)، وعاموس بلوك (1878)، ومقبرة أوكوود (1879-1880)، وكلها موجودة في سيراكيوز. كما صمم العديد من المساكن حول ولاية نيويورك في سبا بالستون، وألباني، وبيكسكيل، والمكان الأخير في هنري وارد بيتشر.

## صور

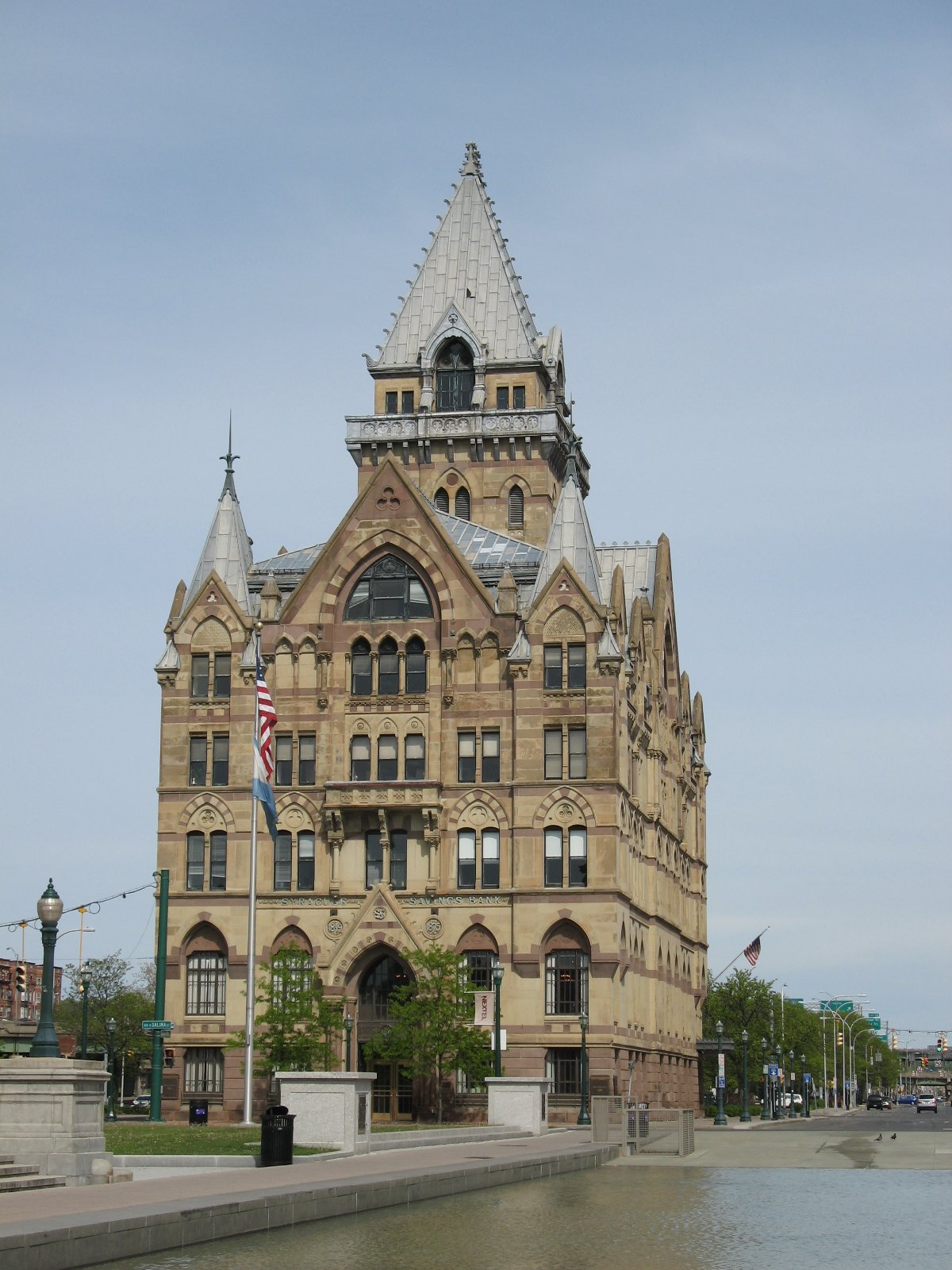
مبنى بنك التوفير سيراكيوز
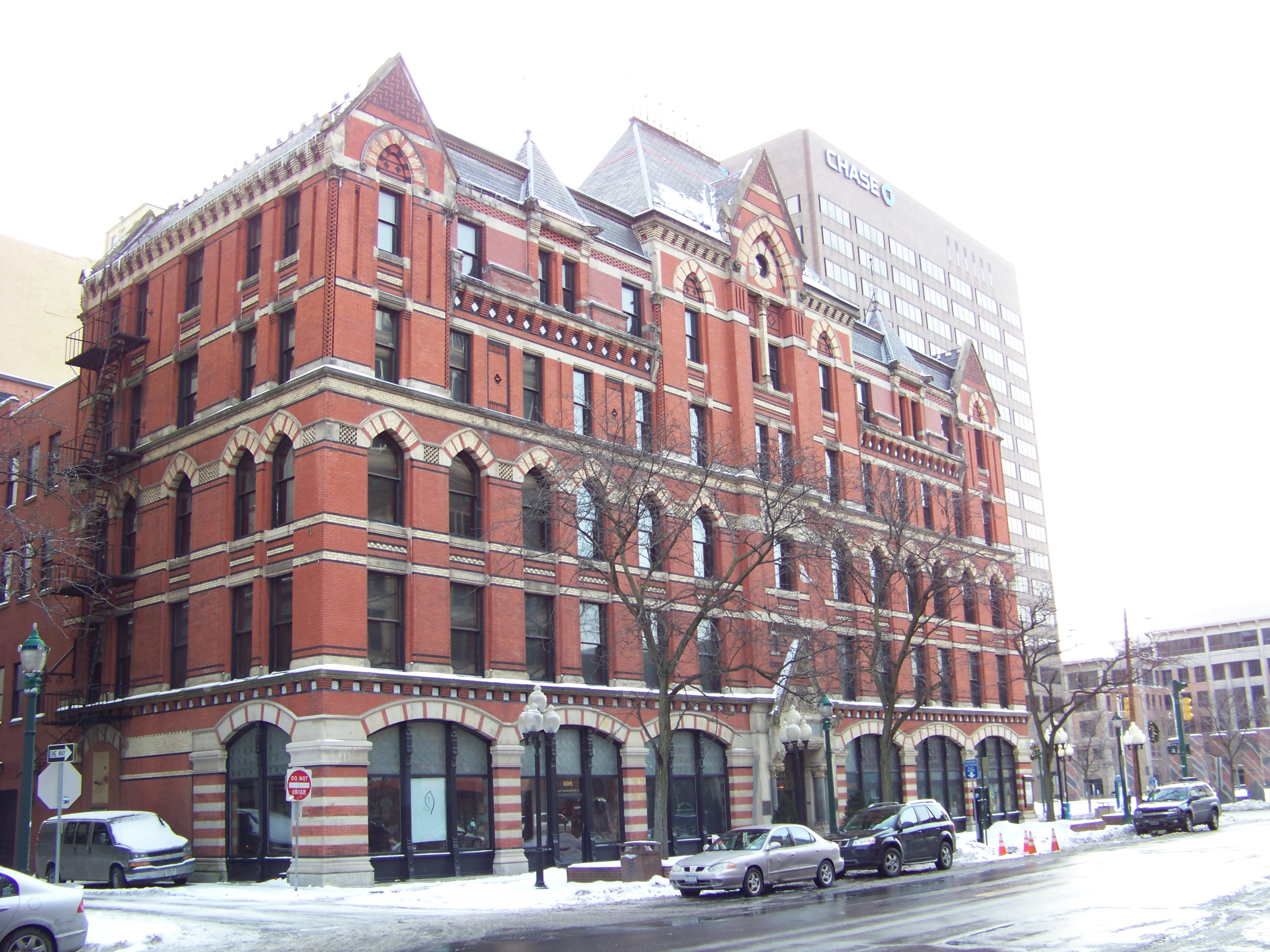
مبنى وايت ميموريال، في سيراكيوز، نيويورك
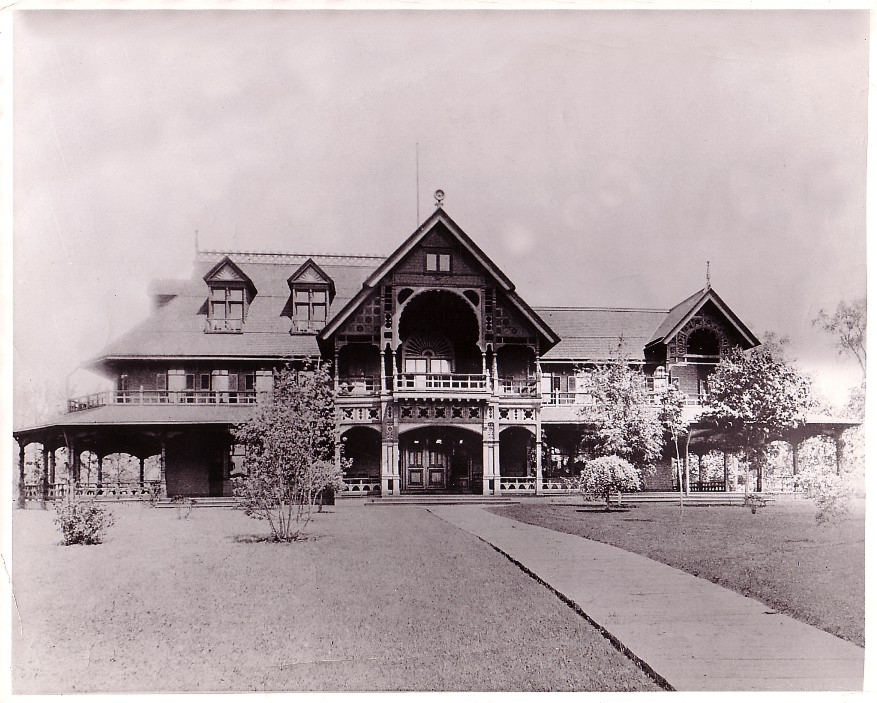
نادي فالكونوود في جزيرة جراند، نيويورك
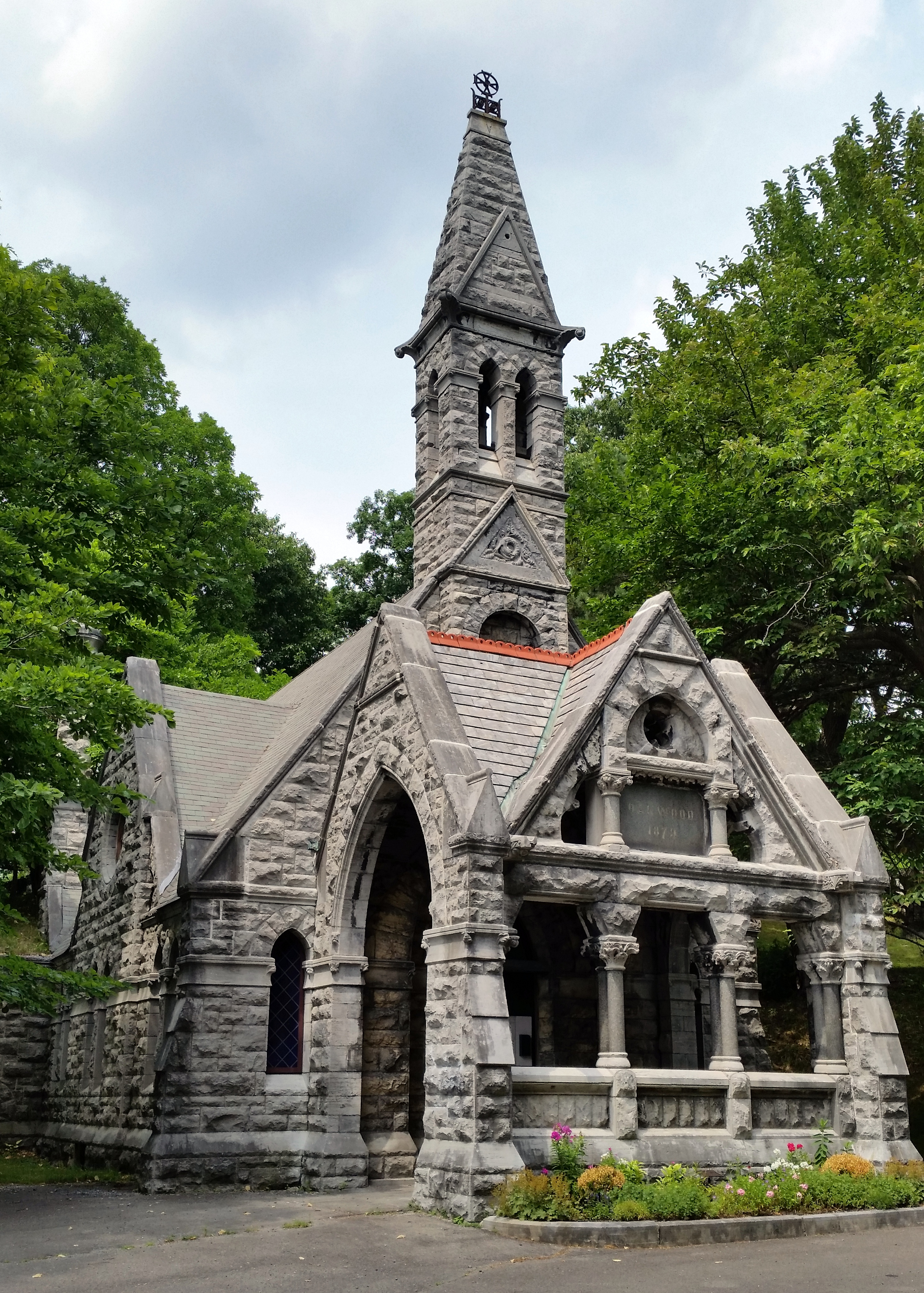
المصلى الجنائزي، مقبرة أوكوود، سيراكيوز، نيويورك

## قراءة معمقة
- وكالة تخطيط مقاطعة سيراكيوز أونونداغا (1975). معالم أونونداغا.
- هارلي ماكي، باتريشيا إيرل، بول مالو (1964). العمارة تستحق التوفير في مقاطعة أونونداغا. سيراكيوز: مطبعة جامعة سيراكيوز.
- أنجيلا هيس. "Joseph Lyman Silsbee" على موقع واي باك مشين (نسخة محفوظة June 27, 2004)

## روابط خارجية
- جوزيف ليمان سيلسبي في buffalo.edu
- جوزيف ليمان سيلسبي، سيراكيوز
- صور بنك سيراكيوز للتوفير
- صور مبنى تذكاري أبيض
- صور عاموس بلوك
- صور مصلى أوكوود التذكاري
- صور قصر الخطر